# Відродження християнської духовності в Україні (серія монет)
Відродження християнської духовності в Україні — серія ювілейних та пам'ятних монет, започаткована Національним банком України в 2008 році.
|                                                                  |  |  |
| Перша монета серії - Храмовий комплекс у с. Буки (срібна монета) |  |  |

## Монети в серії
У серію включені такі монети:
- Пам'ятна монета «Храмовий комплекс у с. Буки»
- Пам'ятна монета «Марійський духовний центр — Зарваниця»